# エリック・ショプラー
エリック・ショプラー（Eric Schopler、1927年2月8日 - 2006年7月7日）は、ドイツ生まれのアメリカ合衆国の心理学者。自閉症の研究と支援における先駆者であり、ノースカロライナ大学チャペルヒル校においてTEACCHプログラムを創設したことで知られる。

## 生涯
1927年2月8日、ドイツ・フュルトにユダヤ人の家庭に生まれる。父は弁護士のエルンスト・ショプラー、母はエルナ・オッペンハイマー。3人兄妹の次男であった。1938年、ナチス・ドイツによる迫害を逃れ、家族とともにアメリカ合衆国へ移住し、ニューヨーク州ロチェスターに定住した。
高校卒業後、アメリカ陸軍に入隊。復員後、シカゴ大学に進学し、1949年に心理学の学士号、1955年に社会福祉行政の修士号を取得した。
修士課程修了後、1955年から1958年までニューヨーク州ロチェスターで家族カウンセラーとして勤務。その後、ロードアイランド州のエマ・P・ブラッドリー病院で精神科ソーシャルワーカーの主任代理を2年間務めた。1960年からはシカゴの小児統合失調症治療研究センターで研究者・セラピストとして勤務した。
大学院時代、同じシカゴ大学では当時最も有名な自閉症研究者の一人であったブルーノ・ベッテルハイムが「冷蔵庫マザー理論」を提唱していた。ベッテルハイムは精神分析的な観点から自閉症を捉え、自閉症の原因は親の否定的な関わりにあると考えていたが、ショプラーはこの見解に疑問を抱き、「小児統合失調症（当時の自閉症の呼称）」の治療法と、親の役割について研究を始めた。博士論文では自閉症児の感覚受容の傾向を実証的に調査した。この研究は、自閉症児が視覚や聴覚といった遠位受容器よりも、触覚や嗅覚といった近接受容器により依存していることを示し、自閉症が神経学的な基盤をもつ可能性を示唆する初期の研究の一つとなった。また、クリニックで自閉症児と接する中で、彼らが聴覚的な情報よりも視覚的な情報を手がかりにして動いていることを発見した。こうした経験は、のちに「構造化された環境」というTEACCHプログラムの中核となる概念の発想へとつながった。
1964年、シカゴ大学でシェルドン・H・ホワイトの指導のもと博士号を取得。同年、ショプラーはノースカロライナ大学チャペルヒル校医学部精神科の教員に就任。そこで、当時小児精神医学のレジデントであったロバート・ライヒラーと出会い、ショプラーは自身の博士論文に基づくアプローチを共同で探求するようになった。彼らはアメリカ国立精神衛生研究所（NIMH）から研究資金を獲得し、1966年に「児童研究プロジェクト（Child Research Project）」を開始。「構造化された環境」の効果に関する研究を進めるとともに、自閉症の子どもとその親を対象とした臨床試験を実施した。
その研究の中で、ショプラーとライヒラーは、当時広く信じられていた「自閉症は親が引き起こす」という精神分析的な見解を否定し、むしろ親は治療や教育の有力な協力者になりうることを実証した。この5年間にわたる研究は、自閉症児の重要な生活スキルの向上に大きく貢献し、参加した家族はプロジェクトの終了を望まず、ノースカロライナ州議会に恒久的な支援体制の確立を請願した。こうした家族の強い要望と働きかけにより、研究は恒久的な制度へと発展し、1972年に「TEACCHプログラム」が創設され、ショプラーは同プログラムの共同ディレクターに就任した。1971年には、「自閉症の子どもの発達に対する構造化の効果」および「共同治療者としての親」に関する研究論文を発表。この研究成果は高く評価され、1972年に米国精神医学会よりゴールド・アチーブメント賞を受賞した。
1973年には教授に昇任し、1976年にはTEACCHの単独ディレクターに就任。1992年まで同職を務めた。1974年から1997年にかけて、『Journal of Autism and Developmental Disorders』の編集者を務めた。
2005年5月には、彼の業績を讃えて、「エリック・ショプラー生涯功労賞（The Eric Schopler Lifetime Achievement Award）」が創設され、彼が初代受賞者となった。また、UNCチャペルヒル校における「エリック・ショプラー自閉症研究寄附講座基金」の設立も発表された。
2006年7月7日、ノースカロライナ州メベイン近郊の自宅にて、癌により死亡した。享年79歳。

## 表彰
- 1972年：アメリカ精神医学会よりゴールド・アチーブメント賞を受賞
- 1985年：ノースカロライナ大学システム理事会よりO・マックス・ガードナー賞を受賞（「人類福祉への多大な貢献」に対して）
- 1993年：ノースカロライナ賞（州最高の栄誉）を受賞
- 2005年：ノースカロライナ自閉症協会より生涯功労賞（Lifetime Achievement Award）を受賞[4]

## 著書
- 『自閉症への親の支援: TEACCH入門』
- 『自閉症の治療教育プログラム』
- 『自閉症児の社会的行動 1』
- 『青年期の自閉症―個人生活の確立』
- 『青年期の自閉症 2 家族と社会』
- The TEACCH Approach to Autism Spectrum Disorders
- PARENT Survival Manual:A Guide
- Behavioral Issues in Autism
- High-Functioning Individuals with Autism